# William Frere
William Frere (28 novembre 1775 - 25 mai 1836), est un avocat et universitaire anglais, un sergent et maître du Downing College de Cambridge.

## Biographie
Frere est le quatrième fils de John Frere de Roydon, South Norfolk, et le frère cadet de John Hookham Frere. Il est né le 28 novembre 1775, et passe une grande partie de son enfance dans la maison de son oncle John Fenn et de sa tante Ellenor Fenn (en) qu'il décrit plus tard comme « admirant mon oncle et ma tante comme parents » . Il est envoyé à la Felsted School et au Collège d'Eton, et en 1796 obtient une bourse au Trinity College de Cambridge . La même année, il est élu à la bourse Craven et remporte par la suite plusieurs distinctions universitaires, dont la médaille du chancelier principal. Il obtient son diplôme de cinquième optime senior en 1798. En 1800, il devient membre du tout nouveau Downing College.
Il est admis au barreau et rejoint le circuit de Norfolk en 1802. Il est sergent en droit en 1809 et trois ans plus tard est élu maître du Downing College, sa nomination étant contestée, mais sans succès. En 1823, il édite le dernier cinquième volume des Lettres de Paston commencé par son oncle en 1787.
Il est nommé enregistreur de Bury St Edmunds en 1814 et, en 1819, vice-chancelier de l'Université de Cambridge. Il vit une partie de chaque année sur un domaine qu'il a acheté à Balsham, Cambridgeshire. Il obtient un LL. D. à Cambridge 1825 et un DCL à Oxford 1834.
En 1826, il quitte le barreau. Il meurt le 25 mai 1836.

## Œuvres
Il édite, avec des ajouts, les rapports de cas du baron Glenbervie, 1813, et le cinquième volume des Lettres de Paston du manuscrit de Sir John Fenn (Lettres originales, écrites sous les règnes d'Henri VI, d’Édouard IV et de Richard III par diverses personnes de rang ou d'importance ; contenant de nombreuses anecdotes curieuses, relatives à cette période de notre histoire, 5 volumes (1787-1823).
Quelques vers latins et grecs de Frere sont publiés avec le Fasciculus Carminum stylo Lucretiano scriptorum de William Herbert, 1797.

## Famille
Il épouse en 1810 Mary, fille de Brampton Gurdon Dillingham et ont Philip Howard Frère. À l'époque de Frere, principalement par l'intermédiaire de sa femme, Downing College est un centre social à Cambridge.